# Lamrabih
Lamrabih (en arabe : المرابيح / en tamazight :ⵍⴰⵎⵔⴰⴱⵉⵀ) est une commune marocaine située dans la province de Sidi Kacem en région Rabat-Salé-Kénitra.
Elle occupe une surface de 9838 hectares, soit 98,38 km².

## Géographie

### Localisation
Lamrabih se situe au nord du Maroc, à la limitrophe de 2 régions, celle de Tanger-Tétouan-Al Hoceïma et celle de Fès-Meknès. Elle est traversée par le fleuve de Ouargha.Elle enclave la commune de Jorf El Mehla.
|                         | Aïn Dfali |         |
| Oulad Nouel             | Lamrabih  | Rhouazi |
|                         | Taoughlit |         |
| Enclave : Jorf El Mehla |           |         |

### Climat
Lamrabih possède un climat méditérranéen selon la classification de Köppen Geiger.

## Voies de transport
La commune, traversée par la route nationale 13 (N13), permet un reliement de celle-ci avec Chefchaouen au nord et avec Fès au sud-est. Elle aussi traversée par plusieurs routes provinciales telles que la P4518, la P4232,la P4567, la P4571 ainsi que la P5324.

## Démographie et chiffres

### Population
La population à Lamrabih stagne depuis son recensement de 2004, où elle reste dans les environs des 20 000 habitants. Le recensement de la population marocaine est effectuée tous les 10 ans et les résultats sont publiés par le Haut-commissariat au plan du Royaume du Maroc.
| Année              | 1994   | 2004   | 2014   | 2024   |
| ------------------ | ------ | ------ | ------ | ------ |
| Nombre d'habitants | 19 453 | 20 187 | 20 461 | 20 154 |

### Structure de la population
Les informations dans les tableaux et diagrammes ci-dessous ont été recensé en 2024.

#### Genre et âge
Part de la population en genre
- Homme (50,7 %)
- Femme (49,3 %)

Il y a 10 220 hommes et 9 934 femmes, soit plus d'hommes que de femmes et soit 1,4% de différence de genres
| Genre | Nombre | Part (en %) |
| ----- | ------ | ----------- |
| Homme | 10 220 | 50,7        |
| Femme | 9 934  | 49,3        |
| Total | 20 154 | 100         |

Population par tranche d'âge
- 0-15 ans (30 %)
- 16-60 ans (57,20 %)
- 60+ ans (12,8 %)

| Tranche d'âge | Nombre  | Part (en %) |
| ------------- | ------- | ----------- |
| 0-15 ans      | ~6 046  | 30          |
| 16-60 ans     | ~11 529 | 57.2        |
| 60+ ans       | ~2 579  | 12.8        |
| Total         | 20 154  | 100         |

#### Conditions d'habitat
En 2024, on recense un effectif 4592 ménages pour 20 154 habitants et une moyenne de 4,4 habitants/ménage.
Parmi les ménages sédentaires recensés, on trouve 0,1% de villas, aucun ménage de type appartement, 24,1% de maisons marocaines, 0,4% de maisons sommaires et 75,1% de maisons type rural.
95,8% des habitants ont un accès à l'électricité et seulement 13,8% ont un accès à l'eau courante.

#### Situation économique
Sur l'ensemble de la population, 18,7% sont en situation de chômage, soit plus que la moyenne nationale (13,6%).